# ディーン・スミス (バスケットボール)
ディーン・スミス (Dean Edwards Smith, 1931年2月28日 - 2015年2月7日) は、アメリカ合衆国・カンザス州エンポリア出身の元カレッジ・バスケットボールのヘッドコーチ。バスケットボール殿堂から「伝説のコーチ」と称され、ノースカロライナ大学チャペルヒル校で36年間コーチを務めた。スミスは1961年から1997年にかけてヘッドコーチを務め、当時のNCAAディビジョンI男子バスケットボールの歴代記録である879勝を挙げて引退した[a]。また、歴代9番目に高い勝率（77.6％）を誇っていた。ヘッドコーチ在任中にノースカロライナ大学は2度の全米選手権を制し、11回のファイナル・フォーに出場した。ヘッドコーチになる前はカンザス大学でバスケットボール選手として活躍し、1952年には殿堂入りしたフォグ・アレンの下でプレーし、全米選手権を制覇した。

## 経歴

### 生い立ち
スミスは1931年2月28日、カンザス州エンポリアで生まれた。両親とも公立学校の教師であり、父アルフレッドはエンポリア・ハイスパルタンズのバスケットボールチームを指導しており、1934年にカンザス州の州チャンピオンに導いた。このチームは1934年にカンザス州トーナメント史上初のアフリカ系アメリカ人のバスケットボール選手を起用したことで注目されていた。スミスはトピカ高校に通い、4年間この高校でバスケットボール選手として活躍し、4年生時にはバスケットボールでオールステート（州）チームにも選ばれた。彼のスポーツへの関心は、バスケットボールだけにとどまらなかった。高校のフットボール部ではクォーターバック、野球部では捕手としても活躍した。

### カレッジ時代
高校卒業後、奨学金を得てカンザス大学に進学し、数学を専攻していたこともあり、ファイ・ガンマ・デルタという友愛会に入会した。同大学在学中、スミスはスポーツに興味を持ち続け、1年生時はバスケットボール、野球、フットボールの代表チームで活躍した。また、空軍のROTC分遣隊にも所属していた。バスケットボールチームでは、1952年に全米チャンピオンを果たしている。同大学時代のバスケットボールコーチは、バスケットボールの考案者であるジェームス・ネイスミスから指導を受け、全米バスケットボールコーチ協会の設立者でもあるフォグ・アレンであった。卒業後、スミスは同大学でアシスタントコーチを務めた。

### コーチ時代

#### バスケットボールの指導を始めた頃
1954年6月7日、アメリカ空軍の少尉に任命され、ドイツのフュルステンフェルトブルク空軍基地に駐留し、ヨーロッパ向けの空軍バスケットボール選手権で優勝したチームの一員であった。その後、アメリカ空軍士官学校の野球部やゴルフ部のヘッドコーチを務めた。しかし、彼が大きく飛躍するのは、アメリカでのことだった。1958年、ノースカロライナ州のコーチ、フランク・マクガイアがスミスをアシスタントコーチとして招聘した。1958年、ノースカロライナ大学のヘッドコーチであったフランク・マクガイアは、スミスにアシスタントコーチとしてスタッフに加わるよう要請した。1961年まで彼はマクガイアの下で3年間アシスタントを務め、マクガイアは、大規模なリクルートスキャンダルの影響で、ウィリアム・エイコック理事長から辞任を迫られ、その結果、NCAAの保護観察処分を受けることになった。

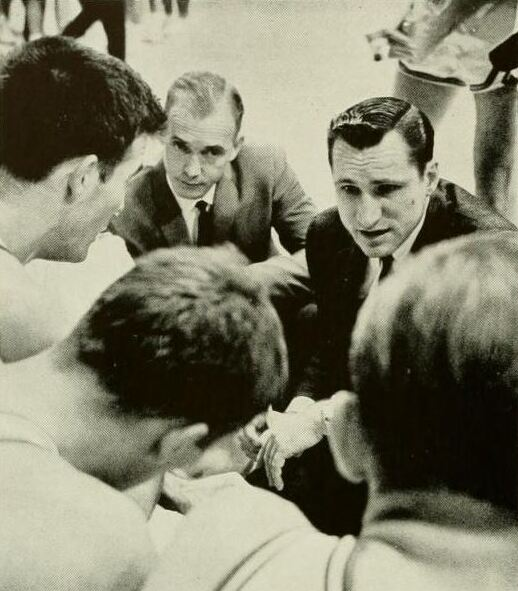
1964年のUNC対ノースカロライナ州立大学の試合でのディーン・スミス (右) 。

数年後、エイコックはある土曜日にマクガイアがオフィスにやってきて、辞表を告げたことを思い出した。スミスは、サウスビル（UNCの主要な管理棟）の外にあるマクガイアの車の中で待っていたので、エイコックは彼を呼び寄せ、ヘッドコーチを引き受けるかどうか尋ねたのである。スミスはこれを受け入れ、翌週の月曜日に正式に採用が発表された。エイコックはスミスをヘッドコーチに指名した時、30歳の彼に「勝ち負けよりもクリーンなプログラムを運営し、大学を代表することが大事なんだ」と言ったという。
アトランティック・コースト・カンファレンス（ACC）は、同大学の選手（ルー・ブラウン）を含む全米規模の点数稼ぎ疑惑により、ノースカロライナ州ローリーで毎年行われていたバスケットボール大会、ディキシー・クラシックを中止していたのであった。このスキャンダルの結果、ノースカロライナ大学はレギュラーシーズンのスケジュールを減らし、バスケットボールに重点を置かなくなった。スミスの就任初シーズン、同大学は17試合しか行わず、8勝9敗だった。このシーズンはコーチ生涯にとって唯一の負け越しだった。1965年、ウェイクフォレスト大学に敗れた後、大学構内で絞首刑にされたのは有名な話である。この試合の後、UNCはシーズン終盤の11試合で9勝を挙げ、その後に亘、同大学を屈指の強豪校に導くことになるのであった。1965年から1966年にかけて、スミスが指揮した同チームはACCで3位タイ以下になったことはなく 、そのうち21年間は、2位タイ以下の成績を収めたことがない。それに比べ、ACCの他のチャーターメンバーは、その期間にそれぞれ少なくとも1度は最下位になったことがあった。
1960年代後半、彼のチームはレギュラーシーズンとACCトーナメントで連続優勝し、3年連続でファイナル・フォーに進出、1968年には全米選手権まで勝ち進んだ。チャペルヒルでの最後の31年間は、すべてNCAAかNITに出場していた。しかし、この時代はUCLAが12年間うち10回優勝という黄金期真っ只中であり、実際に1968年のタイトル戦でジョン・ウッデン率いるUCLAに敗れている。

#### 初の全米チャンピオン

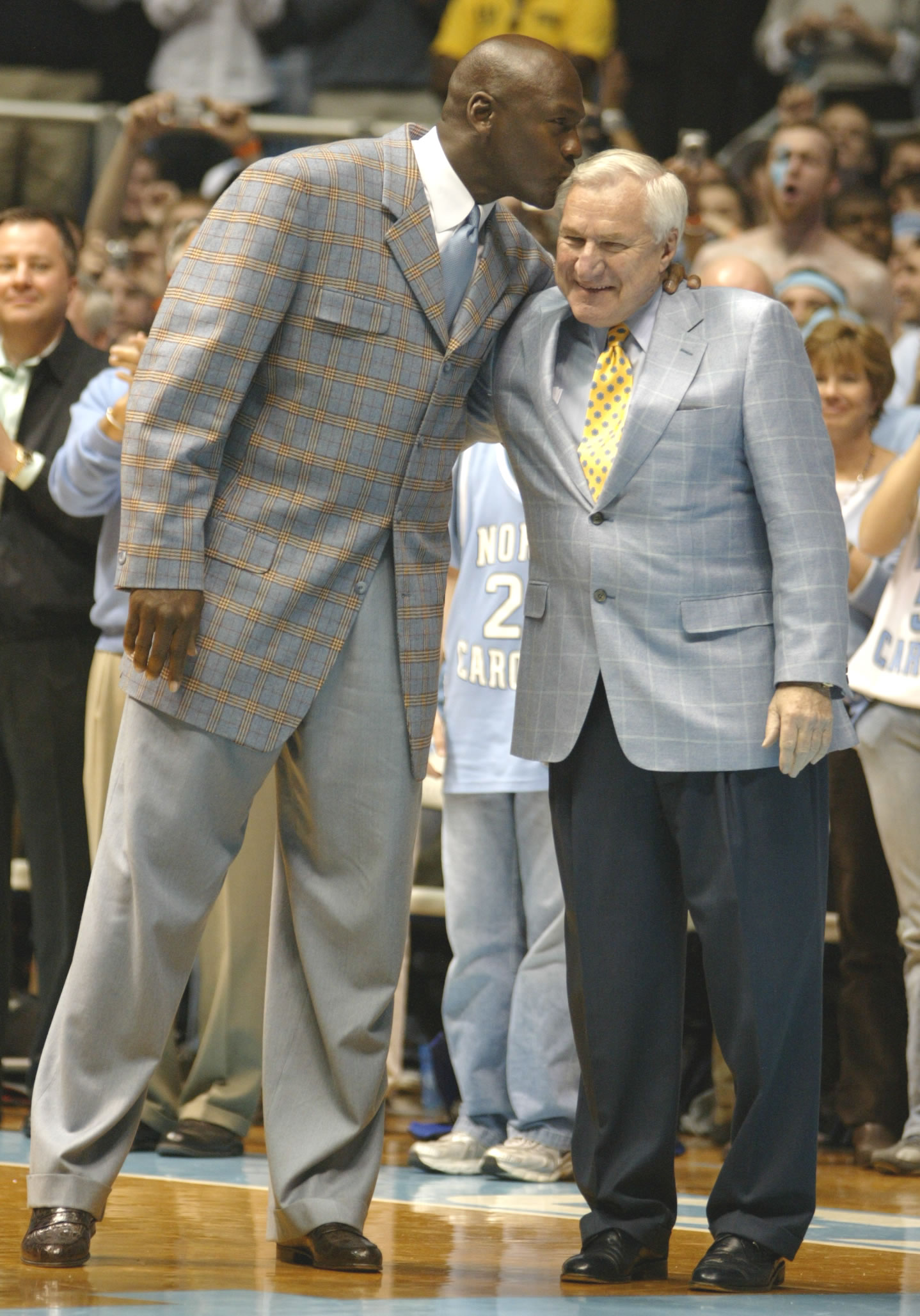
2007年のノースカロライナ大学チャペルヒル校の試合前に行われた1957年と1982年の男子バスケットボールチームの表彰でのマイケル・ジョーダンとディーン・スミス。

スミスが初めて全米チャンピオンを果たしたのは、マイケル・ジョーダン、ジェームズ・ウォージー、サム・パーキンスなど、後にNBAで活躍する選手が所属していた1981-82シーズンのチームであった。NCAAトーナメントで優勝した際のノースカロライナ大学の成績は32勝2敗であった。同大学とともに勝ち進んだ他のチームは、ジョージタウン大学、ヒューストン大学、ルイビル大学だった。ACCレギュラーシーズンでは、ラルフ・サンプソン率いるバージニア大学キャバリアーズと同率1位でシーズンを終え、準決勝ではヒューストン大を68-63で破り、ジョージタウン大はルイビル大を50-46で破った。
ジョージタウン大とのタイトル戦は、終始互角の戦いだった。しかし、残り時間17秒の1点ビハインドのところで、ジョーダンが63-62で逆転するウィニングショットを決めたのである。その直後のジョージタウンのポゼッションで、ガードのフレッド・ブラウンが不可解にも味方選手がどこにもいないジェームズ・ウォージーのところに痛恨のパスミスを犯してしまい、ウォージーはドリブルで残り時間をつぶそうとしたが、残り2秒のところでファウルされた。ウォージーはフリースローを2本とも外してしまったが、ジョージタウン大にはタイムアウトが残っていなかったため、時間切れで放ったハーフコートショットは失敗し、スミスは7回目のファイナル・フォー出場で初の全米チャンピオンを成し遂げた。

#### 2回目の全米チャンピオン
1992-93シーズンのチームは、ジョージ・リンチ、エリック・モントロス、ブライアン・リース、ドナルド・ウィリアムズ、デリック・フェルプスを擁し、ターヒールズは開幕8勝0敗でスタートして、レインボークラシックの準決勝で6位のミシガン大学ウルヴァリンズと対戦した時には全米5位にランクインしていた。2年目のシーズンを迎えたファブ・ファイブ率いるウルヴァリンズは、ラスト2秒のショットで79-78と勝利を収めた。ターヒールズは9連勝で立ち直った後、ランク外のウェイクフォレスト大と5位のデューク大学ブルーデビルズとのロードゲームで連敗した。そこからターヒールズは7連勝し、レギュラーシーズン最終週を迎えてランキング1位となった（1987-88シーズン開幕以来、初のランキング1位）。レギュラーシーズン終盤でランキング14位のウェイクフォレスト大と6位のデューク大を破り、ACCトーナメントの第1シードを獲得した。ターヒールズはトーナメント決勝に進んだが、デリック・フェルプスを負傷で欠いたまま、ジョージア工科大学に77-75で敗れた。それでも同チームはNCAAトーナメントの東地区で第1シードを獲得し、第16シードのイーストカロライナ大学（85-65）、第8シードのロードアイランド大学（112-67）、第4シードのアーカンソー大学（80-74）、第2シードのシンシナティ大学（75-68）と勝ち進め、ニューオーリンズで開催されたファイナル・フォーへの切符をつかんだ。
準決勝では、スミスの母校であるカンザス大学ジェイホークス（後にノースカロライナ大学のコーチとなるロイ・ウィリアムズがHCを務めていた）を78対68で破った。1991年の全米準決勝でも同じチームが対戦し、カンザス大学が勝利し、スミスは退場させられた。1993年にUNCが勝利したことで、そのシーズンの初めに戦った宿敵であるミシガン大学 (ランキング3位) との決勝戦の再戦が決まった。1993年の全米タイトル戦は終始拮抗した戦いになったが、クリス・ウェバーがサイドライン際で2人のディフェンダーに捕まりながらタイムアウトを取ったのが最も印象的となった。試合終盤、ミシガン大学にはタイムアウトが残っておらず、2点差まで追い上げられ、その後ウルヴァリンズにテクニカルファウルを課されるなど、結局77-71でターヒールズが勝利し、スミスは2度目の全米チャンピオンをもたらした。また、当時NCAAによる6年間の調査の結果、ウェバーとエド・マーティンという後援者から金銭的な取引の一連による違反行為や選手への直接支払いがあったと判断され、この出来事は「ミシガン大学バスケットボールのスキャンダル」と呼ばれ、ミシガン大学は当時のバナーや優勝タイトルをすべて剥奪するに至った。

#### 引退
1997年10月9日、スミスは引退を発表した。以前に彼は「長年チームに与えてきた熱意を出せないと思ったら、引退する」と言っていたのである。引退の予告はほとんどしていなかったため、この発表は予想外のことであった。その後、30年間アシスタントを務めたビル・ガスリッジが後任のヘッドコーチに就任した。
引退後、スミスはノースカロライナ大学のバスケットボールプログラムに大きな影響を与えた。2003年に低迷するチームを指揮していたマット・ドハーティの後任としてスミスはロイ・ウィリアムズがヘッドコーチに就任するかどうかの決断について相談した。ウィリアムズは3年前にガスリッジが引退したときに、ヘッドコーチの座を辞退したことがあった。
2010年7月、スポーツライターのジョン・ファインスタインは、スミスの伝記を書く予定だったが、スミスの記憶力が低下しているため棚上げにせざるを得なかったことを明かした。その直後の2010年7月17日、スミスの家族は、彼が「進行性神経認知障害」であるとする手紙を発表したが、アルツハイマー病などとは公にはされていない。手紙には彼は何人かの選手の名前を思い出すのにも苦労し、しかし彼はそれらの選手との彼の関係が何を意味したかを忘れることができなかった。讃美歌やジャズのスタンダード曲の歌詞も覚えていたが、コンサートには行かなかった。旅行にはなかなか行けないが、かつてのチームをテレビで見ることは続けていた。ウィリアムズは、「彼にはいい日もあれば悪い日もある」と言ったことが書かれている。

## 死去
ディーン・スミスは2015年2月7日の夜、家族に囲まれたチャペルヒルの自宅で83歳の生涯を閉じた。2月12日、チャペルヒルのビンクリーバプティスト教会で個人葬が行われ、その後、UNCキャンパス内のオールドチャペルヒル墓地に埋葬された。2月22日、ディーン・スミス・センターで公開追悼式が行われた。